# ديكساميثازون
ديكساميثازون هو كورتيكوستيرويد اصطناعي طويل المفعول، يمنع إفراز المواد المسؤولة عن الالتهاب بما في ذلك البروستاغلاندين، كينين، الهستامين، والإنزيمات الشحمية، وهو يغير أيضا استجابة الجسم المناعية. يتم استخدامه في علاج العديد من الحالات منها، المشاكل الروماتيزمية، وعدد من الأمراض الجلدية، والحساسية الشديدة، والربو، وداء الانسداد الرئوي المزمن، والخانوق، والوذمة الدماغية، وآلام العين بعد جراحة العيون، إلى جانب المضادات الحيوية في السل. يجب استخدامه مع دواء له تأثيرات قشرية معدنية أكبر مثل فلودروكورتيزون في قصور القشرة الكظرية. ويمكن استخدامه لتحسين النتائج في الطفل عند المخاض المبكرة. يمكن تناوله عن طريق الفم أو حقن عضلي، أو عن طريق الوريد. غالبًا ما تُرى تأثيرات الديكساميثازون في غضون يوم وتستمر لمدة ثلاثة أيام تقريبًا. وقد ثبتت فعاليته في علاج بعض الحالات الشديدة من كوفيد-19.

## الخواص
إن الكورتيزونات الصناعية ومنها الديكساميثازون تستعمل بالدرجة الأولى نظرا لخواصها المضادة للالتهاب في العديد من الأمراض مختلفة المنشأ.
الجرعات العادية من الديكساميثازون تنقص الاستجابة المناعية للجسم، كما أن تأثيره الأيضي والتأثير الحابس للصوديوم أقل مما هو عليه في الهيدروكورتيزون.

## دواعي الاستعمال
1. الحالات الأرجية: حالات التحسس الشديد، الشرى، الصدمة الحساسية.
2. الأمراض الجلدية: فقاع الجلد، الحزاز، الصدف الشديد، الطفح الشديد المتعدد الأشكال.
3. أمراض الدم: الفرفرية ذات المنشأ المناعي الذاتي، فقر الدم الناجم عن انحلال الكريات المناعي الذاتي، نقص أرومات كريات الدم الحمراء.
4. أمراض الغدد: فرط تنسج الكظر الولادي، التهاب الدرق تحت الجلد، زيادة كالسيوم الدم نظير الورمي.
5. الأمراض العينية: التهاب الملتحمة التحسسي، التهاب القرنية، التهاب القزحية والهدابي، التهاب العصب البصري.
6. أمراض الجهاز التنفسي: ساركويد.
7. الأمراض الروماتيزمية: حالات التهاب المفاصل، التهاب الجراد الحاد وتحت الجلد، التهاب الفقار الرثياني.
8. كوفيد 19: أعلنت تجربة RECOVERY التابعة لجامعة أكسفورد في 16 يونيو 2020 عن نتائج تفيد بأن الدواء يمكن أن يقلل نسبة وفيات كوفيد 19 إلى 35% للذين يستخدمون أجهزة التنفس الصناعي، ونسبة 20% للذين على الأكسجين. لم يلاحظ أي فوائد للمرضى الذين لا يحتاجون إلى دعم للجهاز التنفسي.[2][3]

## موانع الاستعمال
من موانع استعمال الديكساميثازون، ولكن لا تقتصر عليها فقط:
- الآفات الفطرية الجهازية.
- الماء الأزرق.
- قرحات المعدة والإثني عشري.
- حالات فرط التحسس للديكساميثازون.
- الملاريا الدماغية.
- العلاج المتزامن بلقاحات الفيروسات الحية (بما في ذلك الجدري).

## التأثيرات الجانبية
- اضطرابات الشوارد والماء: احتباس الصوديوم، احتباس الماء، نقص البوتاسيوم، ارتفاع ضغط الدم.
- اضطرابات العضلات والهيكل العظمي: ضعف في العضلات، فقدان في كتلة العضلة، تخلخل في العظام.
- اضطرابات هضمية: قرحة هضمية، التهابات البنكرياس، تمدد بطني التهاب المري التقرحي.
- اضطرابات جلدية: تراجع في التئام الجروح، ترقق وهشاشة في الجلد، زيادة في التعرق، التهاب جلد تحسسي، شري.
- اضطربات عصبية: اختلاجات، دوار، صداع، اضطرابات نفسية.
- اضطرابات غدد الصم: عدم انتظام الدورة الشهرية، توقف في نمو الأطفال، زيادة المتطلبات من الأنسولين أو خافضات سكر الدم الفموية عند مرضى السكري.
- اضطرابات عينية: زيادة الضغط داخل العين.
- اضطرابات أخرى: فرط الحساسية، زيادة في الوزن، زيادة في الشهية، غثيان.

## التداخلات الدوائية
- إن مشاركة الأسبرين مع الستيرويدات يجب أن تتم بحذر في حالة نقص البروترمين.
- إن المشاركة مع الفيتوئين، الفينوباربيتال، الإفيدرين يمكن أن تزيد من التصفية الاستقلابية للستيرويدات.
- يجب إجراء مراقبة مستمرة لزمن البروثرومبين عند المرضى الذين يخضعون للمعالجة بالستيرويدات ومضادات التخثر الكومارينية في نفس الوقت لأن الستيرويدات قد تغير من الاستجابة لهذه الزمرة من مضادات التخثر.
- يجب إجراء مراقبة دقيقة للأشخاص الذين يتناولون ستيرويدات بالمشاركة مع المدرات التي تستنفذ البوتاسيوم لمراقبة تطور نقص البوتاسمية.
- أمينوغلوتيثيميد: قد يؤدي إلى نقص تثبيط الغدة الكظرية بفعل الكورتيزون.
- الأمفوتيراسين ب: الاستخدام المتزامن قد يسبب تضخم القلب وبعض أمراض القلب.
- مضادات كولين استراز: الاستخدام المتزامن قد يسبب ضعف شديد في المرضى الذين يعانون من الوهن العضلي الوبيل. إذا كان ممكنا، سحب مضاد الكولين استراز 24 ساعة قبل بدء إعطاء البريدنيزولون.
- أدوية السكري: بريدنيزولون قد يزيد تركيزات السكر في الدم، لذلك يجب ضبط جرعة أدوية السكري.
- الأسبرين وغيرها من الساليسيلات، مضادات الالتهاب اللاستيرويدية: قد يخفض مستويات مصل وفعالية الساليسيلات، والاستخدام المتزامن قد يزيد من الآثار الجانبية على الجهاز الهضمي.
- محفزات سيتوكروم 3A4 (مثل الباربيتورات، كاربامازيبين، الفينيتوين، ريفامبين): قد تسبب زيادة أيض البريدنيزولون، وخفض مستويات البلازما من بريدنيزولون مما يستوجب زيادة الجرعة.
- مثبطات السيتوكروم 3A4 مضادات الفطريات أزول (مثل كيتوكونازول)، الإستروجين، والمضادات الحيوية ماكرولايد (مثل الإريثروميسين): قد تزيد مستويات المصل من الكورتيزون وتزيد من تأثيره.
- الكوليسترامين: قد يزيد إزالة البريدنيزولون، والحد من مستويات البلازما وتناقص فعاليته.
- السيكلوسبورين: قد يزداد نشاط السيكلوسبورين وبريدنيزولون. وقد أبلغ عن التشنجات عند التناول المتزامن للكورتيزون والسيكلوسبورين.
- الديجوكسين: بسبب احتمال حدوث نقص بوتاسيوم الدم، قد تزداد مخاطر عدم انتظام ضربات القلب.
- آيزونيازيد: وربما يتم تخفيض مستويات المصل من الإيزونيازيد، وتقل فعاليتها.
- الأدوية التي تقلل مستوى البوتاسيوم في الدم مثل (الأمفوتيراسين ب، مدرات البول): قد يزداد خطر نقص بوتاسيوم الدم.
- مضادات التخثر (مثل الوارفارين): قد تزيد أو تنقص متطلبات جرعة مضادات للتخثر. لذلك يجب مراقبة مستوى مؤشرات التخثر بشكل متكرر.
- مضادات الحموضة: قد تقلل من امتصاص وتأثير الكورتيزون لذلك يجب الفصل بينهم مدة ساعتين على الأقل.

## الجرعة والاستعمال
إن الجرعة الابتدائية تتراوح ما بين 0.75-9 ملغ يومياً وذلك حسب الحالة المرضية المعالجة.
في الحالات المرضية الأقل خطورة فالجرعة الاٌقل من 0.75 ملغ يومياً يمكن أن تفي بالغرض
بينما في الحالات المرضية الشديدة يمكن أن تحتاج المعالجة إلى جرعة أكثر من 9 ملغ يومياً

## الاحتياطات
- الحمل: يستخدم عندما يكون خطر المرض أكبر من العلاج، لا توجد دراسات كافية عنه.
- الرضاعة: يفرز في حليب الأم، يستخدم بحذر.
- يجب التوقف عن تناول الكورتيزونات بشكل تدريجي وليس مرة واحدة خصوصا بعد الاستخدام المطول. وعند التحول من الكورتيزون الجسمي إلى البخاخ، يجب الحذر فقد يسبب أعراض متلازمة الانسحاب.
- قد يحدث تضيق القصبات مع الصفير عند استخدام بخاخ الكورتيزون، هنا يجب التوقف عن تناول الكورتيزون وتناول موسع قصبات سريع المفعول.
- لا يستخدم في حالة ربو مستمر، أو إزالة تضيق القصبات الحاد، وإنما يستخدم في حالة تفاقم الربو الشديد.
- يستخدم بحذر في مرضى الذين عانوا من تاريخ في الإكتئاب فالكورتيزون قد يسبب تغير المزاج، اكتئاب وغيرها من المشاكل النفسية.
- الاستخدام المطول للكورتيزون يزيد من فرصة الإصابة بالعدوى الثانوي خصوصا الفطرية والفيروسية.
- يستخدم بحذر في مرضى الغدة الدرقية، اعتلال الكبد، اعتلال الكلى، مرضى القلب، مرضى السكري، الزرق، الوهن العضلي، مرضى مع زيادة المخاطر لحدوث هشاشة العظام، أمراض الجهاز الهضمي، احتشاء عضلة القلب، دائما نستخدم أقل جرعة فعالة لكبار السن.
- لا يستخدم في الأنف إذا كان به جروح أو تقرحات بعد العمليات مباشرة، يجب الانتظار حتى الشفاء.
- المرضى الذين يتناولون كورتيزون جسمي ≥ 14 يوم ويحتاجون إلى تطعيم يجب أخذ المطعوم بعد شهر من التوقف عن تناول الكورتيزون.

## أشكال الدواء
- إكسير: 0.5 ملغ/5 مل (240 مل).
- محلول للحقن: 4 ملغ/مل (1 مل، 5 مل، 30 مل)، 10 مغ/مل (1 مل).
- محلول للحقن (صوديوم فوسفات): 10 مغ/مل (1 مل)
- محلول للعين: (صوديوم فوسفات): 0.1 مغ/مل (5 مل، 15 مل).
- محلول فموي: 0.5 ملغ/5 مل (500 مل).
- محلول مركز: 1 مغ/مل (30 مل).
- أقراص: 0.5 ملغ، 0.75 ملغ، 1 ملغ، 1.5 ملغ، 2 ملغ، 4 ملغ، 6 ملغ).

## التخزين
- يخزن في درجة حرارة الغرفة بعيدا عن الحرارة ولا يجمد.
- صلاحية محلول الحقن المخلوط الذي جهز للحقن:
  - في درجة حرارة الغرفة: 24 ساعة
  - في الثلاجة: يومين.